# Abou Qurra
Abou Qurra (arabe: أبو قرة اليفريني, أبو قرة المغيلي) ou Corra, K'rra est le chef des deux tribus de Banou Ifren et de Maghila qui l'ont Proclamé imam de Tlemcen. Il s'oppose aux Omeyyades et Abbassides
Ce personnage mal connu est le fondateur du kharidjisme sufrite en Afrique du Nord et du royaume sufrite de Tlemcen. Vers 736, Abou Qurra professe cette doctrine aux Zénètes et aux berbères et se voit désigner comme imam et comme chef.

## Biographie
En 765, après la mort de Khaled ibn Hamid, Abou Qurra est proclamé calife c'est-à-dire souverain spirituel et temporel par les membres de sa tribu qui avait pris le pouvoir dans tout le Maghreb central.
Entre 767 à 776, il parvient à conquérir la majorité de l'Ifriqiya à la tête d'une armée de plus de 350 000 cavaliers selon Ibn Khaldoun.
Il prend d'abord Tobna à la tête de 40 000 cavalierset fantassins, ainsi que 6000 ibadites menés par Ibn Rustom et des troupes Sanhaja puis assiège la ville de Kairouan en Tunisie. Toutes les tribus Berbères sont alors placées sous son commandement. Ibn Rustom, qui avait comme épouse une femme des Banou Ifren et se trouvant être le seul Persan de cette armée, se voit également proclamé imam par les Banou Ifren et leurs voisins les Maghila ,. Vers 778, ce dernier remplace Abou Qurra et fonde le royaume de Tahert. Il saisit alors les biens en possession des Abbassides et fait tuer Ibn Hafs al-Azdi (surnommé Hezarmard durant le siège de cette ville. Abou Qurra et les Banou Ifren se retirent après cette victoire pour retourner dans leur royaume de Tlemcen. Après cette victoire, Abu Qurra abandonne le kharidjisme et le pouvoir en raison des divisions internes des berbères.

## Fondateur de la ville d'Agadir (Tlemcen)
Agadir (actuelle Tlemcen) fut fondé par Abou Qurra le calife de la tribu des Banou Ifren en 790. Agadir devient la capitale des berbères sufrites. Abou Qurra invite Idriss Ier à séjourner à Agadir. La ville fut construite sur les ruines de la ville romaine de Pomaria,.

## Conséquence
En réaction au siège de Kairouan, Yazid ibn Hatem envahit le Maghreb et fait châtier ses habitants : les Banou Ifren perdront des centaines de milliers de cavaliers dans cette nouvelle guerre contre les Omeyyades et les Abbassides,. Ces derniers se retrouvent privés des meilleurs dresseurs de chevaux à cause de l'entreprise d'Abou Qurra,.
Il faut attendre 50 ans pour que la deuxième plus grande révolte kharidjite menée par Abu Yazid de la tribu des Banou Ifren voie le jour pour combattre et mettre fin aux Fatimides.